# Lancia Kappa Coupé
Das Lancia Kappa Coupé (auch: Lancia kC) ist ein Fahrzeug der oberen Mittelklasse, das auf der Lancia Kappa Limousine basierte. Die Manufaktur Maggiora fertigte den Wagen für Lancia von Januar 1997 bis März 2000. Das Coupé wurde nur auf einigen Märkten der Marke angeboten.

## Entwurf
Lancia ergänzte seit jeher die eigene Modellpalette um exklusive Coupés und Cabriolets, die von Karosseriebauunternehmen selbst entwickelt und dann über das Lancia-Händlernetz vertrieben wurden. Mitunter gab es bis zu vier unterschiedliche Konkurrenzmodelle auf Basis des gleichen Wagens. Der Markt für diese Fahrzeuge wurde jedoch zunehmend unattraktiv, kosteten doch diese handgefertigten Fahrzeuge häufig mehr als Produkte von reinen Sportwagenherstellern.
Nach der Einstellung des Lancia Gamma Coupé im Sommer 1984 wurde zwei Jahre später auf dem Turiner Autosalon ein von der Carrozzeria Boneschi gebautes Coupé auf Basis des Thema vorgestellt, welches jedoch nicht in Serie ging. Bis auf die Türen unterschied sich dieses auch nicht von der Limousine.

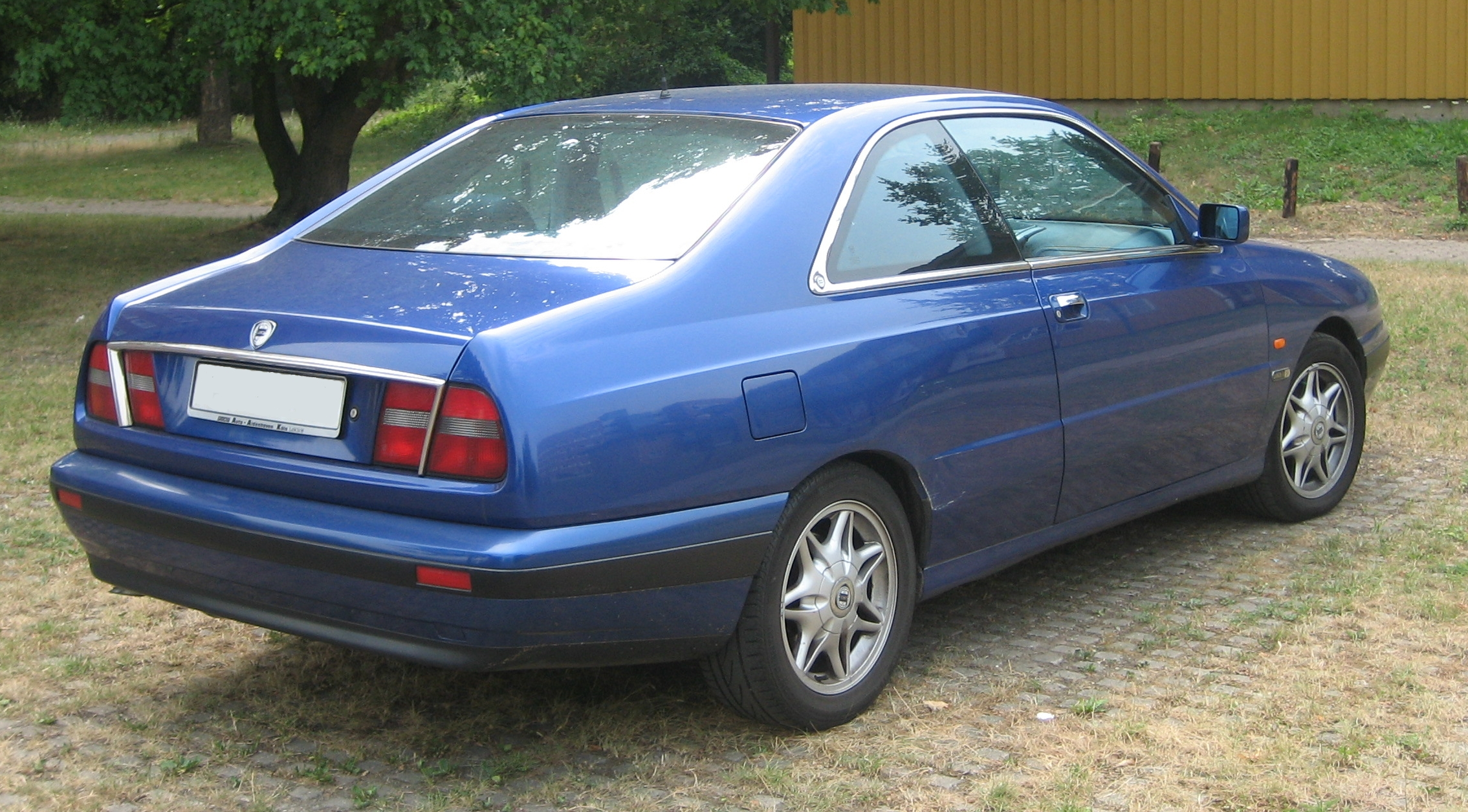
Heck mit den charakteristischen „Heckflossen“, die als Fortsetzung der Regenrinne des Dachs entworfen sind

Als dann im Spätsommer 1994 der Kappa als Nachfolger des Thema auf den Markt kam, wurde der Gedanke eines größeren Coupés wieder aufgegriffen, allerdings nun mit einer eigenständigen Karosserie. Auf Basis des Kappa entstanden zwei Studien für ein Coupé. Paolo Martin entwarf bei Bonasea die Studie K 2000 Coupé. Kritisiert wurde der geringe gestalterische Bezug des Entwurfs zur Marke. Bertone präsentierte die Studie Kayak Coupé
Lancia beauftragte letztendlich die Manufaktur Maggiora mit dem Entwurf und der Fertigung eines Coupé auf Basis des Kappa. Diese hatte zuvor das alte Lancia-Werk Chivasso übernommen. Für das Design verantwortlich waren Gianna Maggiora, die Tochter des Firmeninhabers, und Enrico Fumia vom Centro Stile Lancia.
Auf dem Turiner Autosalon 1996 wurde das Kappa Coupé erstmals vorgestellt. Als es im April 1997 erschien, war die Limousine bereits seit fast drei Jahren auf dem Markt.
Der endgültige Entwurf erinnerte gestalterisch an das Lancia Flaminia Coupé und wies eine formale Eigenständigkeit gegenüber der Limousine auf. Mit ihr gemeinsam hat das Coupé bis zur A-Säule den Vorderbau, die Windschutzscheibe, das Armaturenbrett sowie den Antriebsstrang. Trotz der geringen Stückzahl wurde kaum auf vorhandene Teile zurückgegriffen. Heckpartie sowie die Sitze und Seitenverkleidungen wurden neu gestaltet.
Im Vergleich zur Limousine ist das Coupé um 37 Millimeter niedriger und der Radstand 12 cm verkürzt. Der Wert des Strömungswiderstandskoeffizienten hat sich dadurch auf 0,37 verbessert. Die Heckscheibe fällt fließend nach hinten ab und wird von zwei angedeuteten Heckflossen flankiert. Eine Kürzung der Karosserie im Vergleich zu Limousinen ist bei Coupés durchaus üblich. Das Fensterband wird von einem Bügel aus poliertem Edelstahl umrahmt. Das Kofferraumvolumen beträgt 500 Liter.

## Fertigung
Von Anfang an war das Kappa Coupé als Nischenfahrzeug mit geringen Stückzahlen ausgelegt. Die Fertigungskapazität in der Manufaktur Maggiora in Chivasso lag bei maximal 3000 Fahrzeugen im Jahr, da dort gleichzeitig noch der Roadster Fiat Barchetta gefertigt wurde. Für das erste Jahr rechnete Lancia in Deutschland mit 200 verkauften Exemplaren. Die Tagesfertigung lag 1999 bei fünf Stück.

### Stückzahlen
Die Carrozzeria Maggiora in Chivasso fertigte insgesamt 3271 Exemplare. Die Vergabe der Seriennummern erfolgte dabei nicht chronologisch. Es wurden Nummern zwischen #0011 und #3308 vergeben, wobei das erste Fahrzeug die #0020 trug und das letzte die #3306.
Die Exemplare #0011-0050 waren reine Versuchsträger ohne zugewiesene Angabe der Innenausstattung.
Die Fertigungszahlen waren geringer als beim Vorgänger Lancia Gamma Coupé (6789 Exemplare) und geringer als beim Fiat 130 Coupé (4493 Exemplare). In vergleichbarer Stückzahl wurde das Lancia Aurelia B20 Coupé in den 1950er-Jahren gefertigt (3871 Exemplare).

## Versionen und Ausstattung
Das Kappa Coupé war ausschließlich in einer Ausstattungsvariante erhältlich, die der höchsten Variante LX bei den anderen Modellen entsprach. Somit war die Alcantara-Polsterung auf den Recaro-Sitzen Serie, ebenso die blau getönte Wärmeschutzverglasung „Solextra“, die Scheinwerferwaschanlage, Nebelleuchten, Sitzheizung, Leder-Lenkrad und -Schaltknauf, Heckrollos, sowie elektrisch einklappbare Spiegel. Der Alcantara-Bezug konnte in vier verschiedenen Farben bestellt werden (Bordeaux, Grün, Grau Anthrazit, sowie Eis) Beim Umkippen der Vordersitze fahren diese elektrisch nach vorne um das Einsteigen nach hinten zu erleichtern. Serienmäßig gab es auch extra für das Coupe entworfene 16"-Felgen von Speedline.
Es standen sieben verschiedene Karosseriefarben zur Auswahl. Das traditionelle Lancia Blau war als einzige kein Metalliclack und stammte, ebenso wie Mercury Grau und Pluto Grün, von der Limousine. Ausschließlich dem Coupé vorbehalten waren: Black Storm, Energy Blau, Power Rot und Saturn Blau. Keine Farbe war aufpreispflichtig. Nur der 2,0t 20V hatte zur Differenzierung in Wagenfarbe lackierte Türgriffe, alle anderen Versionen hatten verchromte Türgriffe.

### Modellpflege

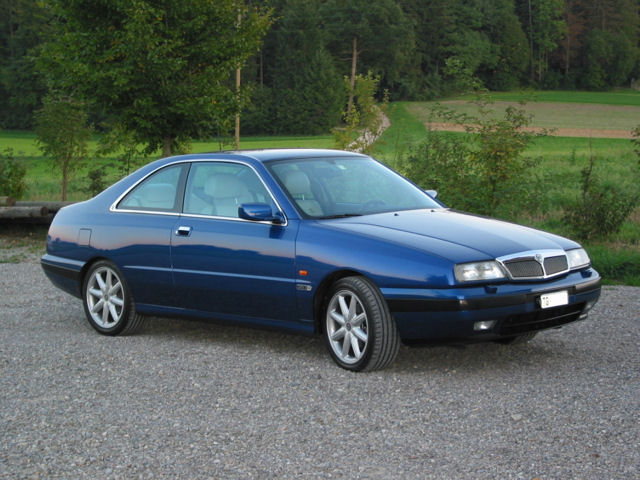
Lancia Kappa Coupé (1998–2000)

Im Mai 1998 erfolgte eine Modellpflegemaßnahme. Von da an gab es ganz in Wagenfarbe lackierte Stoßfänger. Im Innenraum gab es von nun an eine Mittelarmlehne, die Holzimitate im Innenraum waren fortan glänzend und nicht mehr matt. Ebenfalls hat sich das Design des Lenkrades geändert. Nur in Deutschland gehörte das Navigationssystem Blaupunkt RNS2 Travelpilot mit 6-fach CD-Wechsler im Kofferraum zur Serienausstattung. Ebenfalls gehörten in Deutschland Seitenairbags zur Serienausstattung. Der Einsatz einer Brembo-Bremsanlage bei den 2,0l 20V Turbo und 3,0l 24V Modellen machte neue Felgen notwendig, die trotz gleichen Designs eine größere Wölbung nach außen aufweisen. Der 2,4-20V-Motor erhielt einen Ventildeckel aus Aluguss statt wie bisher aus Kunststoff, das Felgendesign der ersten Serie wurde beibehalten. Insgesamt decken sich die Modellpflegemaßnahmen mit denen der Limousine und des SW.
Die in Italien und der Schweiz erhältliche Einstiegsmotorisierung, der von Aurelio Lampredi entwickelte 2,0-Liter-Vierzylinder-16V-Turbo (sogenannter „Lampredi-Motor“) mit 205 PS wurde durch einen 2,0-Liter-Fünfzylinder-20V-Turbo-Motor mit 220 PS ersetzt und war auf allen Märkten des kC erhältlich.
Nach Einstellung der Kappa Limousine gab es keine technische Grundlage mehr für das Coupé, im Frühjahr 2000 wurden die letzten Exemplare gefertigt. Maggiora entwarf als Nachfolger in Eigenregie die Coupé-Studie Granturismo Lancia auf Basis des Lancia Thesis, die auch der Öffentlichkeit vorgestellt wurde. Lancia schloss jedoch eine Serienfertigung aus.

### Sonderausstattung

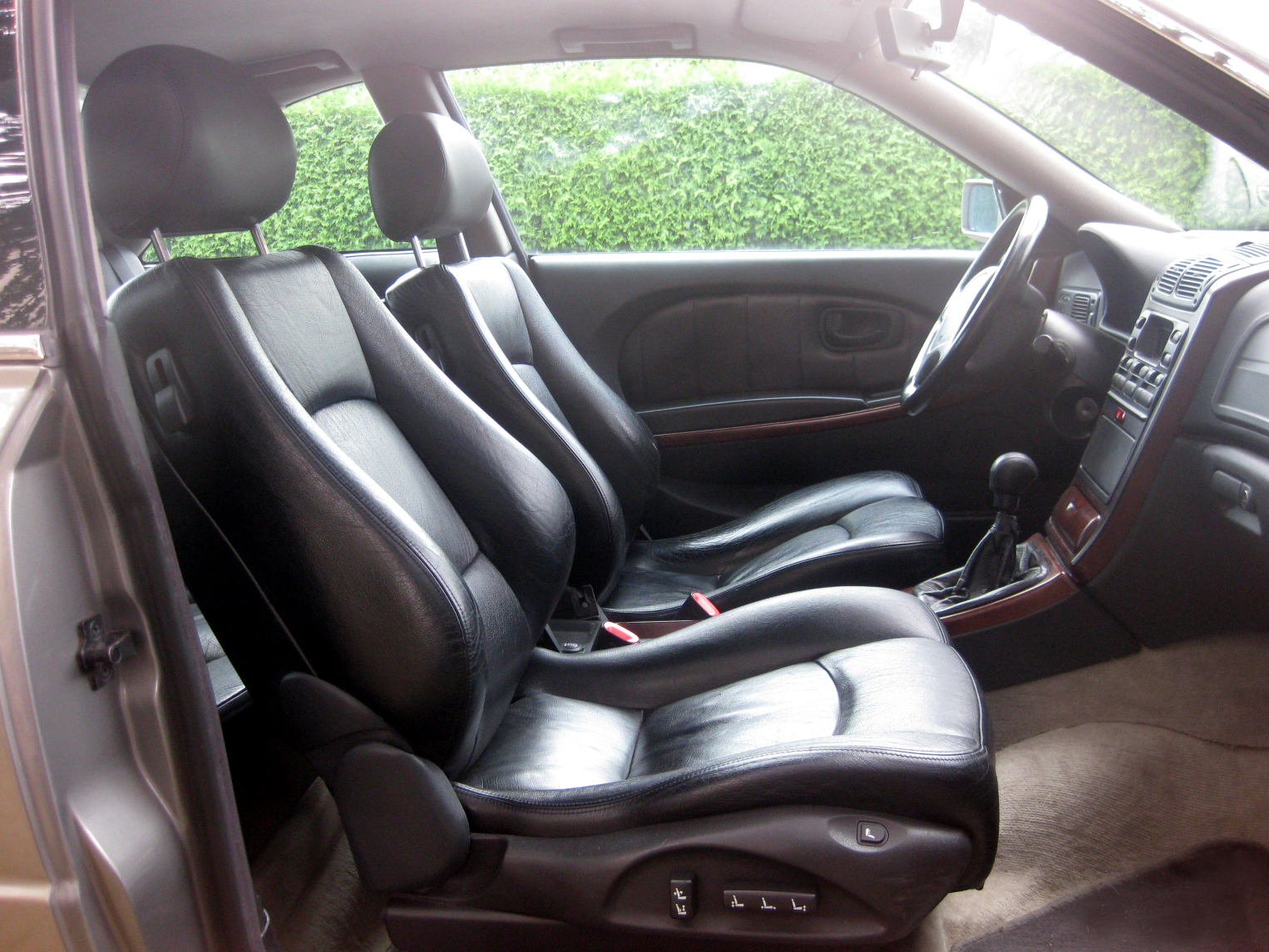
Das wahlweise erhältliche Poltrona-Frau-Interieur in der Farbe „Anthrazit“

Als Extras waren für 2500,- DM eine Echtlederausstattung der italienischen Manufaktur Poltrona Frau erhältlich, bei der zwölf Farbvarianten wählbar waren („Kaleidos Leather“), eine Aufhängung mit elektronisch verstellbarer Dämpfung für 2200,- DM, Xenonscheinwerfer für 1450,- DM, ein elektrisches Schiebedach für 1600,- DM, eine Alarmanlage für 800,-, die Servotronic, sowie einen Tempomaten.
Bei dem 3,0 Liter-Motor war die Servotronic serienmäßig an Bord. Für die anderen Motorisierungen wurden der Tempomat und die Servotronic ab Frühjahr 1999 angeboten. Nur in der ersten Serie angeboten wurde das Navigationssystem „Route Planner“, (ein Sicherheits- und Notdienstsystem zur Ortung über Satellit von Magneti Marelli), sowie das Carin 520 von Philips. Ebenfalls nur in der ersten Serie und nur im Modelljahr 1998 war für den 3,0l Motor die „Sportronic“ lieferbar.
Über die Zubehörlinie LineaAccessori waren unter anderem ein Holzlenkrad, passende Kofferraumtaschen, Parksensoren und andere Felgen erhältlich.

### Felgen

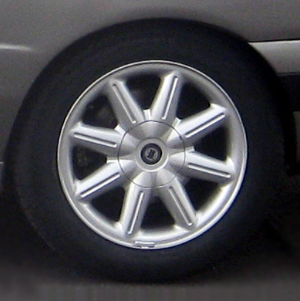
Alufelge SL-1188 von Speedline; als Option offiziell nur für den Kombi, die es in 16" und 17" gab.
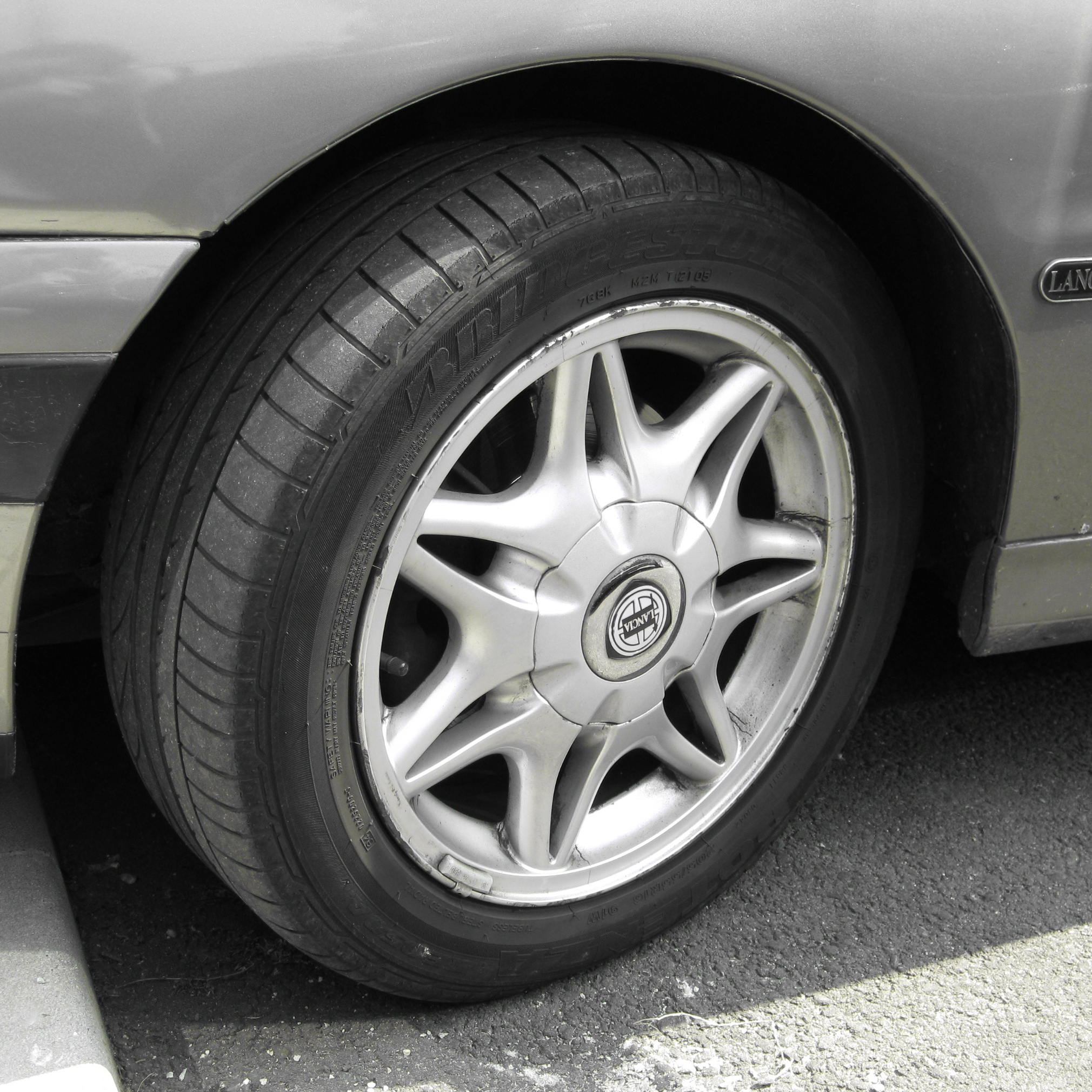
Alufelge des Coupé für alle Versionen, ebenfalls von Speedline

### Sondervarianten
Neben den Möglichkeiten aus dem Serienangebot erfüllte Maggiora auch Sonderwünsche, die meisten davon gegen Ende der Produktionszeit, ähnlich wie beim Lancia Delta (I) Integrale Evoluzione, dessen letzte Exemplare zuvor auch Maggiora gefertigt hatte. Die Sondervarianten umfassten beispielsweise eine andere Lackierung (davon 3 in Silber und 2 in weiß), eine andere Innenausstattung (davon 6 Exemplare in der Farbe viola), ein 6-Gang-Schaltgetriebe beim 3.0 (der regulär nur mit Automatikgetriebe ausgeliefert wurde). Ein Exemplar wurde mit dem 2.4-JTD-Dieselmotor gebaut.

## Resonanz

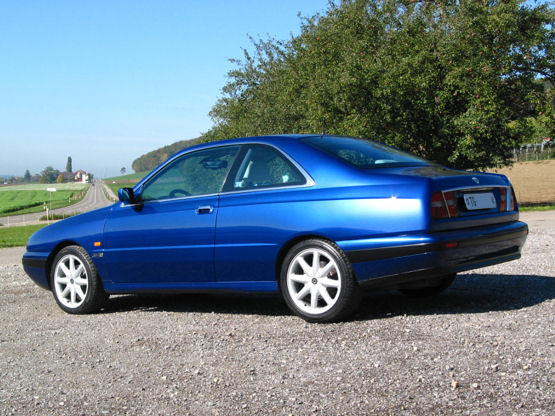
Das Kappa Coupé blieb und bleibt eine seltene Erscheinung im Straßenbild

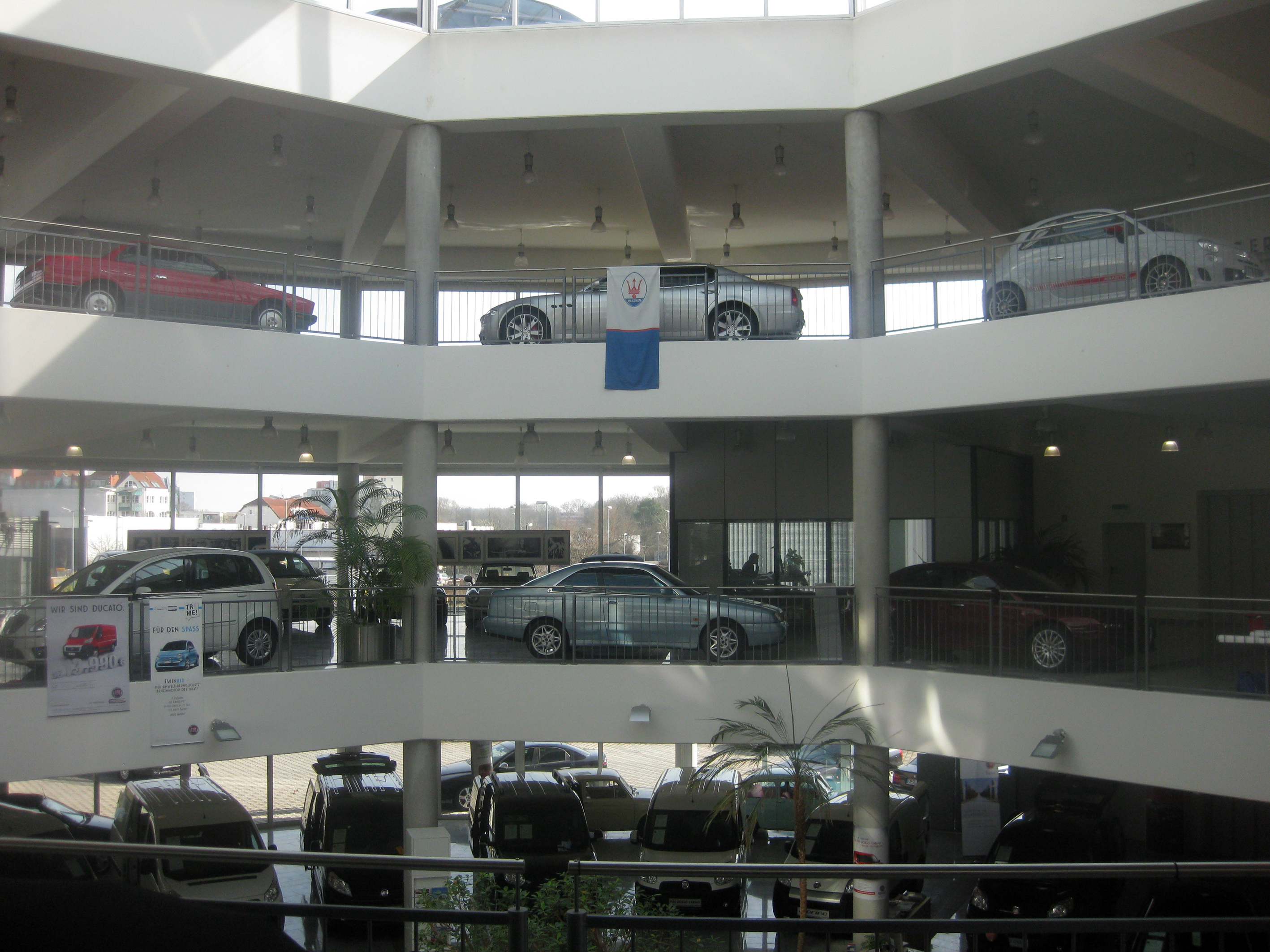
Ein Kappa Coupé als museales Ausstellungsstück in einem Autohaus (Bildmitte)

Der Bekanntheitsgrad des Kappa Coupé blieb gering und viele deutsche Vergleichstests verliefen zuungunsten des Wagens. Die gleichzeitig auf den Markt gekommenen CLK-Coupés von Mercedes-Benz und das Peugeot 406 Coupé bedeuteten eine starke Konkurrenz. So testete auto, motor und sport die Topmotorisierung und kritisierte den Mehrpreis zum einfacheren und auf der Mercedes C-Klasse basierenden CLK 230: 68 034 Mark […]. Da braucht es schon einen ganz besonderen Geschmack, um sich für den 74 900 Mark teuren Lancia zu entscheiden.
Die zeitgenössische Presse lobte vornehmlich den Komfort des exklusiven Wagens, wie etwa Hans Werner 1997 in der Berliner Zeitung, der ihn als Muster an moderner Behaglichkeit lobte, oder der Berliner Kurier, in dem ein Artikel mit dem Titel Lancia Coupé – so elegant und so edel wie von einem Maßschneider erschien. Ein weiterer lobte den Wagen einerseits als „automobiles Juwel vom Feinsten“, andererseits kritisierte er den hohen Preis. Artemi Paolo von der Corriere della Sera lobte das Coupé als „typischen Lancia“ und als „Alternative zu den aggressiven Modellen von Alfa Romeo“
Noch im März 2000 war das Coupé auf der Startseite der Website von Lancia als einziges Fahrzeug neben einem Oldtimer zu sehen, kurz darauf wurde jedoch die Fertigung eingestellt.
Die gestalterische Besonderheit blieb in der zeitgenössischen Presse weitestgehend unbeachtet, sorgte aber später für gewisse Kontroversen. Die Auto Zeitung schrieb 2006:

„Die Linie ist stellenweise mehr Kathedrale als Coupé, doch das war auch beim zeitgenössischen Mercedes C 140 so. Und irgendwie hat der Lancia eben doch etwas mehr Stil.“

Wolfgang Peters schrieb in der FAZ 2009:

„Das Kappa-Coupé mit unglaublichen Überhängen vorne und hinten war schon so distinguiert und jenseits des allgemeinen Geschmacks, dass seine Skurrilität beinahe zur unvergleichlichen Attraktivität geführt hätte. Wenn es denn häufiger zu sehen gewesen wäre.“

## Bestand in Deutschland
Der Gesamtbestand der in Deutschland zugelassenen Lancia Kappa Coupés ist allgemein weiterhin rückläufig. Der Markt an Fahrzeugen ist aufgrund der geringen Stückzahl sehr überregional geprägt: So wird der 2.0t 20V weiterhin nach Deutschland importiert, während der 3,0 V6 am häufigsten ins Ausland exportiert wird, besonders in Länder, in denen das Coupé nie angeboten wurde. Heute befinden sich zahlreiche Wagen in Österreich, Osteuropa und Skandinavien.
Neun Jahre nach Einstellung der Produktion testete die AutoBild-Klassik 2009 ein Exemplar und bezeichnete das kC als „Klassiker der Moderne“. In einem weiteren Artikel wurde mit Bezug auf die Großserientechnik das Coupé als „Sportwagen für jeden Tag“ bezeichnet.

## Technik

### Allgemeines
Das Kappa Coupé ist von der Limousine abgeleitet und ebenso auf der Tipo 4 Plattform aufgebaut, die erstmals ab 1984 in den gemeinsam entwickelten Modellen Alfa 164, Lancia Thema, Fiat Croma und Saab 9000 Verwendung fand und auf der zuletzt der im Herbst 1998 eingeführte Alfa Romeo 166 basierte. Wesentliche Unterschiede zwischen den Lancia und dem Alfa Romeo gibt es in der Konstruktion der Radaufhängung.
Das Coupé hat bis zur A-Säule den gleichen Vorderbau wie die Limousine, das gleiche Armaturenbrett sowie den gleichen Antriebsstrang. Unterschiede gibt es in der Aufhängung der Hinterachse und der hinteren Stoßdämpfer.
Die Karosserie ab der A-Säule und der Innenraum, bis auf das Armaturenbrett, wurden hingegen neu gestaltet. Wenige Kleinteile, die keinen großen Einfluss auf das Gesamtdesign hatten, waren Teile aus dem Konzern, von denen einige jedoch leicht umkonstruiert wurden. Die Kennzeichenbeleuchtung ist beispielsweise die gleiche wie im Lancia Thema und im Maserati Quattroporte. Die Heckleuchten haben das gleiche Deckglas wie eine Version der zweiten Generation des Lancia Delta, aber beim Coupé wurden sie versetzt angebracht und mit einem polierten Edelstahlbügel eingefasst. Der Knopf im Handschuhfach zum Öffnen der Heckklappe stammt vom Cockpit des Transporters Fiat Ducato, ist aber anders bedruckt.

### Technische Daten
| Technische Daten Lancia Kappa Coupé | Technische Daten Lancia Kappa Coupé                                                                                  | Technische Daten Lancia Kappa Coupé                                                                                  | Technische Daten Lancia Kappa Coupé                                                                                  | Technische Daten Lancia Kappa Coupé                                                                                  |
| Bezeichnung:                        | 2.0 20V Turbo | 2.4 20V | 2.0 16V Turbo | 3.0 V6 24V |
| ----------------------------------- | --- | --- | --- | --- |
| Bauzeitraum:                        | 05/1998–03/2000 | 01/1997–03/2000 | 01/1997–05/1998 | 01/1997–03/2000 |
| Motorcode:                          | 175A3.000 | 838A2.000 und 838B2.000                                                                                              | 838A4.000 | 838B.000 und M627 AA.30.C                                                                                            |
| Motor:                              | 5-Zylinder-Reihenmotor (Viertakt)                                                                                    | 5-Zylinder-Reihenmotor (Viertakt)                                                                                    | 4-Zylinder-Reihenmotor (Viertakt)                                                                                    | 6-Zylinder-V-Motor (Viertakt)                                                                                        |
| Hubraum:                            | 1998 cm³ | 2446 cm³ | 1995 cm³ | 2959 cm³ |
| Bohrung × Hub:                      | 82 × 75,65 mm | 83 × 90,4 mm | 84 × 90 mm | 93 × 72,6 mm |
| Leistung bei 1/min:                 | 162 kW (220 PS) bei 5750                                                                                             | 129 kW (175 PS) bei 6100                                                                                             | 151 kW (205 PS) bei 5600                                                                                             | 150 kW (204 PS) bei 6300                                                                                             |
| Max. Drehmoment bei 1/min:          | 315 Nm bei 2750 | 230 Nm bei 3750 | 298 Nm bei 2750 | 270 Nm bei 4500 |
| Verdichtung:                        | 8,5:1 | 10 : 1 | 8 : 1 | 10 : 1 |
| Gemischaufbereitung:                | Elektronische Einspritzung                                                                                           | Elektronische Einspritzung                                                                                           | Elektronische Einspritzung                                                                                           | Elektronische Einspritzung                                                                                           |
| Ventilsteuerung:                    | DOHC, Zahnriemen | DOHC, Zahnriemen | DOHC, Zahnriemen | DOHC, Zahnriemen |
| Kühlung:                            | Wasserkühlung | Wasserkühlung | Wasserkühlung | Wasserkühlung |
| Getriebe:                           | 5-Gang-Getriebe Frontantrieb                                                                                         | 5-Gang-Getriebe Frontantrieb                                                                                         | 5-Gang-Getriebe Frontantrieb                                                                                         | Viergang-Automatik, ab April 1999 Fünf-Gang-Automatik Frontantrieb                                                   |
| Radaufhängung vorn:                 | Dreiecklenker, Schraubenfedern                                                                                       | Dreiecklenker, Schraubenfedern                                                                                       | Dreiecklenker, Schraubenfedern                                                                                       | Dreiecklenker, Schraubenfedern                                                                                       |
| Radaufhängung hinten:               | Querlenker, Zugstreben, Schraubenfedern                                                                              | Querlenker, Zugstreben, Schraubenfedern                                                                              | Querlenker, Zugstreben, Schraubenfedern                                                                              | Querlenker, Zugstreben, Schraubenfedern                                                                              |
| Bremsen:                            | Scheibenbremsen rundum (Durchmesser v/h 28,1/27,6 cm, bei der Brembo Bremse 31,0/27,6 cm), Bremskraftverstärker, ABS | Scheibenbremsen rundum (Durchmesser v/h 28,1/27,6 cm, bei der Brembo Bremse 31,0/27,6 cm), Bremskraftverstärker, ABS | Scheibenbremsen rundum (Durchmesser v/h 28,1/27,6 cm, bei der Brembo Bremse 31,0/27,6 cm), Bremskraftverstärker, ABS | Scheibenbremsen rundum (Durchmesser v/h 28,1/27,6 cm, bei der Brembo Bremse 31,0/27,6 cm), Bremskraftverstärker, ABS |
| Lenkung:                            | Zahnstangenlenkung, servounterstützt                                                                                 | Zahnstangenlenkung, servounterstützt                                                                                 | Zahnstangenlenkung, servounterstützt                                                                                 | Zahnstangenlenkung, servounterstützt                                                                                 |
| Karosserie:                         | Stahlblech, selbsttragend                                                                                            | Stahlblech, selbsttragend                                                                                            | Stahlblech, selbsttragend                                                                                            | Stahlblech, selbsttragend                                                                                            |
| Spurweite vorn/hinten:              | 1547/1533 mm | 1547/1533 mm | 1547/1533 mm | 1547/1533 mm |
| Radstand:                           | 2580 mm | 2580 mm | 2580 mm | 2580 mm |
| Abmessungen:                        | 4565 × 1825 × 1430 mm                                                                                                | 4565 × 1825 × 1430 mm                                                                                                | 4565 × 1825 × 1430 mm                                                                                                | 4565 × 1825 × 1430 mm                                                                                                |
| Leergewicht:                        | 1465 kg | 1425 kg | 1475 kg | 1515 kg |
| Höchstgeschwindigkeit:              | 243 km/h | 218 km/h | 235 km/h | 225 km/h / 220 km/h                                                                                                  |
| 0–100 km/h:                         | 7,3 s | 8,7 s | 7,8 s | 9,8 s / 8,9s |
| Verbrauch (Liter/100 Kilometer):    | 10,4 S | 10,7 S | 11,5 S | 12,3 S / 12,7 S |
| Anmerkung:                          | | | nicht auf allen Märkten angeboten (u. a.Deutschland).                                                                | |

### Motorisierungen
Das Kappa Coupé wurde stets in drei unterschiedlichen Motorisierungen gebaut, von denen bis zur Modellpflege im Mai 1998 nur zwei in Deutschland erhältlich waren:
- Die hubraumschwächste, jedoch fahrleistungsstärkste Motorisierung war bis zur Überarbeitung die in Italien, Belgien und der Schweiz erhältliche Version mit dem 2,0-Vierzylinder-16V-Turbo-Motor mit 205 PS. Diese kam in Deutschland nicht auf den Markt. 1998 wurde diese durch einen 2,0-Fünfzylinder-20V-Turbo-Motor ersetzt und war fortan auf allen Märkten, bis auf den Niederlanden, erhältlich.

- Die am häufigsten gewählte Motorisierung war der Fünfzylinder-2,4-Liter-20V mit 175 PS (in Deutschland ab 63.100 DM)

- Der hubraumstärkste Motor war der von Alfa Romeo stammende gedrosselte 3,0-Liter-V6-Zylinder-24V-Motor mit 204 PS und serienmäßiger Automatik (in Deutschland ab 74.900 DM). Das 4-Gang-Automatik des 3,0 wurde bis Anfang 1999 (ein Jahr nach der Modellpflege) von ZF zugeliefert (Code 838CD), anschließend wurde ein 5-Gang-Automatikgetriebe von Aisin verbaut (Code 838CD11A). Es gilt als komfortabler, wegen der bequemen Möglichkeit des Antippens der Gänge und führte zu einer Änderung der Fahrleistungen: Die Beschleunigung verbesserte sich von 0 auf 100 km/h in 8,9 s statt zuvor 9,8 s; die Höchstgeschwindigkeit sank um 5 km/h auf 220 km/h. Der Schadstoffausstoß stieg um 6 g/km auf 300 g/km und EU-Normverbrauch 0,4 l von 12,3 l auf 12,7 l.

Motoren des Kappa Coupé
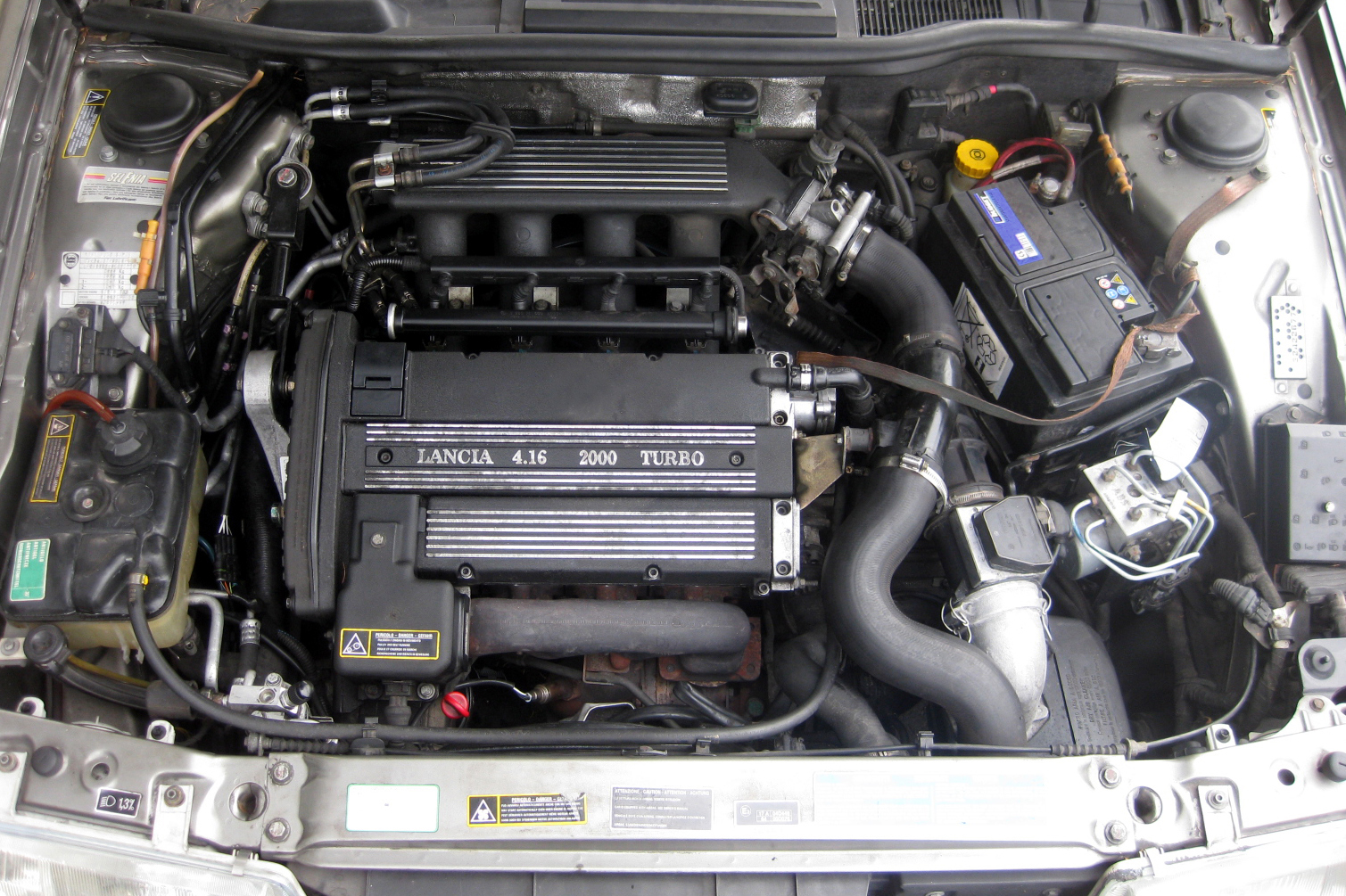
Der 2,0 l-Turbo-16V-Motor von Lampredi wurde nur auf einigen Märkten angeboten.
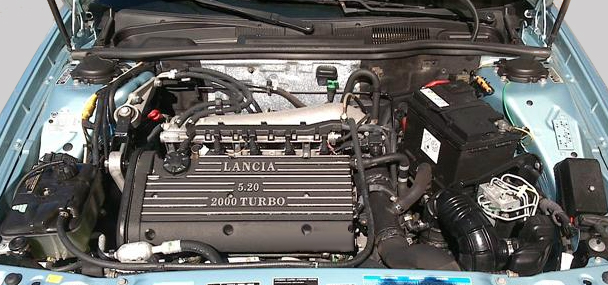
Der 2,0 l-Turbo-20V-Motor war ab 1998 erhältlich.
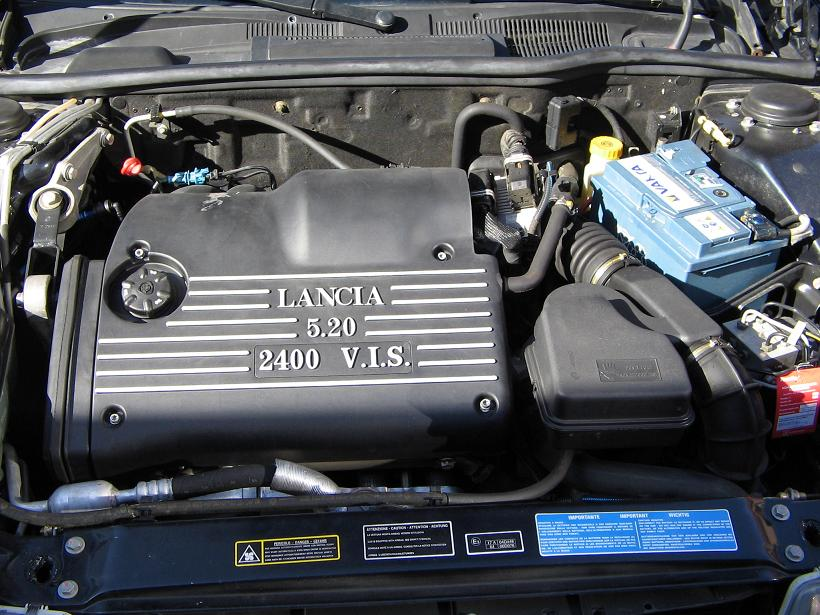
Der 2,4-Liter-20V-Motor stellte die häufigste und durchgehend angebotene Einstiegsmotorisierung dar.
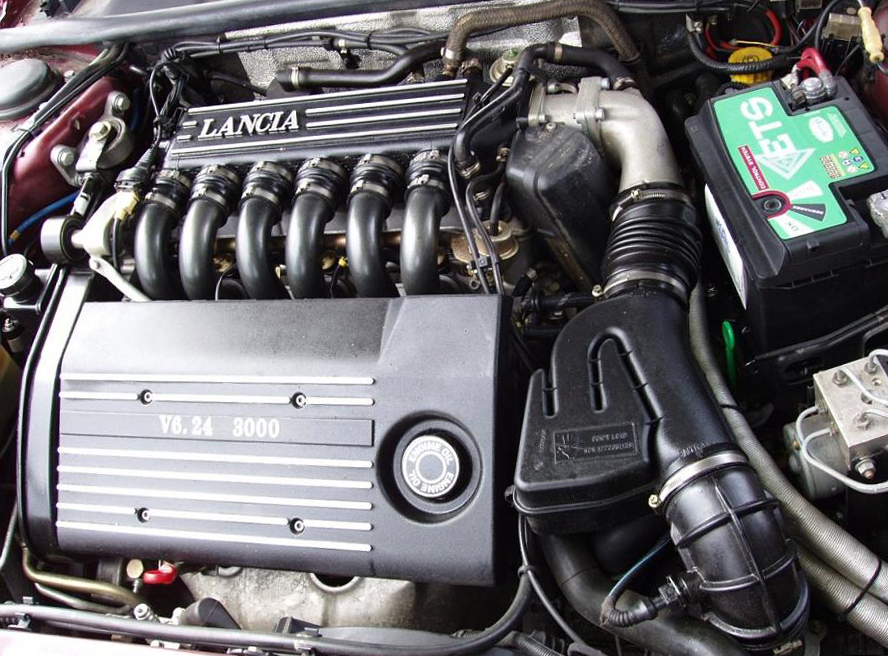
Der 3,0-Liter-24V-Motor stammte von Alfa Romeo.

### Konstruktion der Türen
Die rahmenlosen Scheiben werden beim Öffnen der Tür automatisch leicht heruntergefahren, dies führt jedoch zu einer höheren Beanspruchung der elektrischen Fensterheber im Gegensatz zur Limousine. Die Mechanik und der Motor des Fensterhebers unterscheiden sich daher. Allgemein müssen die Türen gelegentlich justiert werden, da ansonsten wegen des hohen Eigengewichts Schürfungen am Lack des Türfalzes und an den Dichtungen auftreten können.

### Sitzverstellung
Die Sitze werden elektrisch verstellt. Beim Umklappen der Rückenlehne fahren sie nach vorne, um den Ausstieg der Heckinsassen zu erleichtern. Nach dem Zurückklappen fährt der Sitz wieder in die Ursprungsposition zurück. Gelegentlich wird jedoch nicht exakt die vorherige Position angesteuert, sodass danach ein erneutes Einstellen des Sitzes notwendig sein kann. Diesen Fehler haben viele Fahrzeuge, eine Ursache ist nicht gefunden. Anders als bei der Limousine war keine Memoryfunktion für drei gespeicherte Positionen erhältlich.

## Trivia
- Entsprechend seiner Seltenheit kommt das Kappa Coupé nur zweimal im Film vor, einmal in der Folge „Das Testament“ (#5.10 von 1999) der Serie Kommissar Rex[24] und einmal in der Folge „Die Bielefeld Verschwörung“ der Serie Wilsberg (Erstausstrahlung 18. Februar 2012 im ZDF).
- Strenggenommen ist die Schreibweise des griechischen Kleinbuchstaben Kappa κ und nicht k. Limousine und Kombi werden in internen Unterlagen als k geführt, das Kappa Coupé als kC. Jedoch steht auch an dessen Typenschildern an den Kotflügeln k.